# GSC2916-1341
GSC2916-1341 — хімічно пекулярна зоря спектрального класу A, що має видиму зоряну величину в смузі V приблизно  8,7.